# Imalilosongwe
Imalilosongwe è una circoscrizione rurale (rural ward) della Tanzania situata nel distretto di Mbarali, regione di Mbeya. Conta una popolazione di 11 268 abitanti (censimento 2012).